# Белоцерковка (Полтавская область)
Белоцерко́вка (укр. Білоцерківка) — село, Белоцерковский сельский совет, Великобагачанский район, Полтавская область, Украина.
Код КОАТУУ — 5320281201. Население по переписи 2001 года составляло 699 человек.
Является административным центром Белоцерковского сельского совета, в который, кроме того, входят сёла Герусовка, Дзюбовщина, Коноплянка, Красногоровка, Луговое, Морозовщина, Сидоровщина и Солонцы.

## Географическое положение
Село Белоцерковка находится на левом берегу реки Псёл, выше по течению на расстоянии в 1 км расположено село Луговое, ниже по течению на расстоянии в 1 км расположено село Борки, на противоположном берегу — сёла Красногоровка и Герусовка. Примыкает к селу Коноплянка. Рядом с селом протекает река Гнилица. К селу примыкает сосновый массив. Через село проходит автомобильная дорога М-03.

## Достопримечательности
- В 1845 году Тарас Шевченко несколько раз переправлялся в селе Белоцерковка паромом через Псёл.